# Distretto di Dajia
Il distretto di Dajia (大甲區S, Dàjiǎ QūP) è un distretto della municipalità di Taichung, situata a Taiwan.